# 빈쯔엉
응우옌푹빈쯔엉(Nguyễn Phúc Vĩnh Chương, 1907년 ~ 1948년)은 베트남 응우옌 왕조의 황족이다. 타인타이의 8번째 아들로, 어머니는 호저이찌에우이다.